# Mikao Usui
Mikao Usui (Taniai, 15 agosto 1865 – Fukuyama, 9 marzo 1926) è stato il fondatore della disciplina Reiki, usata come terapia alternativa per il trattamento di disturbi fisici, emotivi e psicologici.
Secondo quanto scritto sulla sua lapide, Usui insegnò il Reiki ad oltre duemila persone durante la sua vita. Sedici di questi studenti continuarono il loro addestramento per raggiungere il livello di Shinpiden, equivalente ad un terzo livello.
Morì il 9 marzo 1926 per un ictus, quattro anni dopo aver fondato la sua scuola.